# Bad Tabarz
Bad Tabarz (tot 9 maart 2017: Tabarz/Thür. Wald) is een gemeente in de Duitse deelstaat Thüringen, en maakt deel uit van de Landkreis Gotha.
Tabarz/Thür. Wald telt 4.133 inwoners.

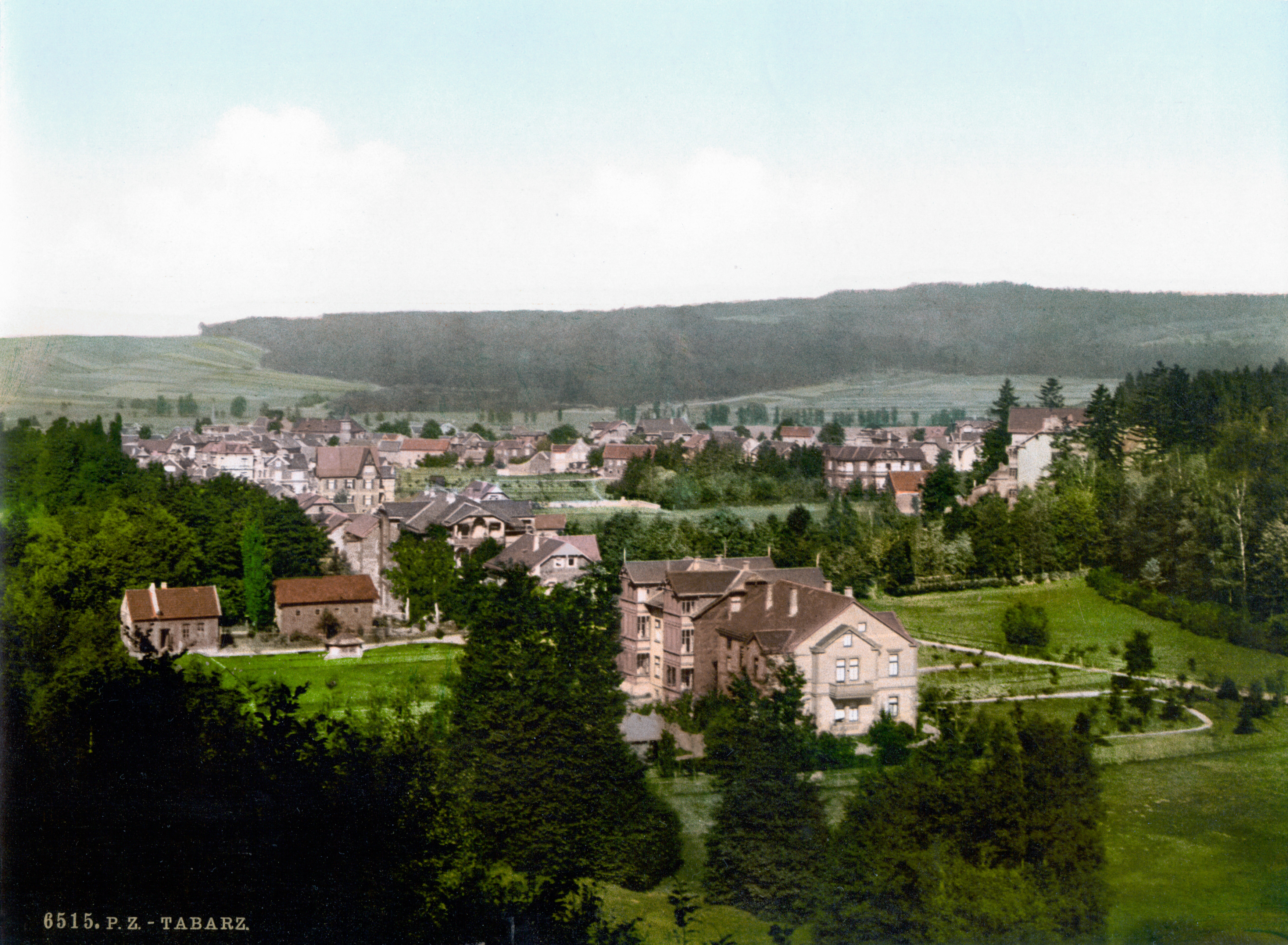
Tabarz 1900

Tabarz ligt aan het eindpunt van de Thüringerwaldbahn, een circa 21,7 km lange regionale streektramlijn die vertrekt in Gotha.
Steden: Friedrichroda · Gotha · Ohrdruf · Tambach-Dietharz · Waltershausen

Overige gemeenten: Bad Tabarz · Bienstädt · Dachwig · Döllstädt · Drei Gleichen · Emleben · Eschenbergen · Friemar · Georgenthal · Gierstädt · Großfahner · Herrenhof · Hohenkirchen · Hörsel · Leinatal · Luisenthal · Molschleben · Nesse-Apfelstädt · Nessetal · Nottleben · Petriroda · Pferdingsleben · Schwabhausen · Sonneborn · Tonna · Tröchtelborn · Tüttleben · Zimmernsupra